# جيمس وارنج
جيمس وارنج (بالإنجليزية: James Warring؛ مواليد 26 نوفمبر 1958) هو مُقاتل فنون قتالية مختلطة أمريكي مُعتزل.

## وصلات خارجية
- جيمس وارنج على موقع بوكس ريك (الإنجليزية) (registration required)
- جيمس وارنج على موقع شيردوغ (الإنجليزية)
- جيمس وارنج على موقع IMDb (الإنجليزية)
- جيمس وارنج على موقع قاعدة بيانات الفيلم (الإنجليزية)